# عصب بلعومي لساني

منظر سفلي للدماغ يوضح الأعصاب القحفية (العصب البلعومي اللساني باللون البرتقالي من الأسفل)

العصب البلعومي اللساني (بالإنجليزية: Glossopharyngeal nerve)‏، يُعرف باسم العصب القحفي التاسع (سي إن IX)، هو عصب مختلط مسؤول عن نقل المعلومات الواردة الحسية والصادرة الحركية. يغادر جذع الدماغ من جانبي النخاع المستطيل العلوية بشكل أمامي (أقرب إلى الأنف) بالنسبة للعصب المبهم. يُشتق الجزء الحركي للعصب البلعومي اللساني من الصفيحة القاعدية للبصلة السيسائية الجنينية، بينما ينشأ الجزء الحسي من العرف العصبي القحفي.

## البنية
من الجزء الأمامي للبصلة السيسائية، يمر العصب البلعومي اللساني جانبيًا عبر الندفة أو أسفلها، ثم يغادر الجمجمة عبر الجزء المركزي من الثقبة الوداجية. من العقد العلوية والسفلية في الثقبة الوداجية، تحيط به طبقة خاصة من الأم الجافية. ترتبط العقدة السفلية على السطح السفلي للجزء الصخري من العظم الصدغي منخفض مثلثي يفتح فيه المسال القوقعي. على الجانب السفلي، يقع العصب البلعومي اللساني جانبيًا وأماميًا بالنسبة للعصب المبهم والعصب الإضافي.
خلال مروره من الثقبة (مع العصبين X وXI)، يمر العصب البلعومي اللساني بين الوريد الوداجي الباطن والشريان السباتي الباطن. ينزل أمام الوعاء الأخير أسفل الناتئ الإبري والعضلات المتعلقة به، إلى الحد السفلي الخلفي للعضلة الإبرية البلعومية. ينحني بعد ذلك نحو الأمام فيشكل قوسًا على جانب الرقبة، ويتمدد على العضلة الإبرية البلعومية والعضلة المضيقة البلعومية الوسطى. من هناك، يمر تحت غطاء العضلة اللامية اللسانية ويتوزع في النهاية على اللوزة الحنكية، والغشاء المخاطي لبرزخ الحلق وقاعدة اللسان والغدد المصلية للفم.

### فروعه
- العصب الطبلي
- العصب الإبري البلعومي
- العصب اللوزي
- عصب الجيب السباتي
- فروع إلى الثلث الخلفي من اللسان
- فروع لسانية
- فرع واصل مع العصب المبهم

ملاحظة: يساهم العصب البلعومي اللساني في تشكيل الضفيرة البلعومية إلى جانب العصب المبهم.
يتميز العصب البلعومي اللساني بخمس وظائف بارزة:
1. حركية خيشومية (صادرة حشوية خاصة) – تدعم العضلة الإبرية البلعومية.
2. حركية حشوية (صادرة حشوية عامة) – توفر التعصيب اللاودي للغدة النكافية عبر العقدة الأذنية.
3. حسية حشوية (واردة حشوية عامة) – تحمل المعلومات الحسية الحشوية من الجيب السباتي والجسم السباتي.
4. حسية عامة (واردة جسدية عامة) – توفر المعلومات الحسية العامة من السطح الداخلي لغشاء الطبل، والبلعوم العلوي (جي في إيه) والثلث الخلفي من اللسان.
5. واردة حشوية (واردة حشوية خاصة) – توفر حاسة التذوق للثلث الخلفي من اللسان، بما في ذلك الحليمات الكأسية.

يُعد العصب البلعومي اللساني كما ذُكر أعلاه من الأعصاب المختلطة المؤلفة من الألياف العصبية الحركية والحسية على حد سواء. يعود أصل الألياف الحسية إلى كل من البلعوم، والأذن الوسطى، والثلث الخلفي من اللسان (بما في ذلك البراعم الذوقية) والجسم والجيب السباتيين. تنتهي هذه الألياف في النخاع المستطيل. يعود أصل الألياف الحركية إلى النخاع المستطيل، وتنتهي في الغدة اللعابية النكافية، وغدد اللسان الخلفي والعضلة الإبرية البلعومية (التي توسع البلعوم عند البلع).

### نظرة عامة عن المكون الحركي الخيشومي
يوفر المكون الحركي الخيشومي للعصب البلعومي اللساني التحكم الإرادي في العضلة الإبرية البلعومية المسؤولة عن تعصيب البلعوم أثناء البلع والكلام.
أصله ومساره المركزي
ينشأ المكون الحركي الخيشومي من النواة الملتبسة في التشكل الشبكي للنخاع المنقاري. تنتقل الألياف الخارجة من النواة الملتبسة إلى الأمام والجانب مغادرةً النخاع المستطيل، إلى جانب المكونات الأخرى للعصب البلعومي اللساني، بين الزيتونة والسويقة المخيخية السفلية.
المسار داخل القحف
لدى انبثاقه من الجانب الجانبي للنخاع المستطيل، ينضم المكون الحركي الخيشومي إلى مكونات العصب البلعومي اللساني الأخرى ليغادر الجمجمة عبر الثقبة الوداجية. تنتقل الألياف البلعومية اللسانية أماميًا بالنسبة للعصبين القحفين X وXI، اللذين يخرجان بدورهما من الجمجمة عبر الثقبة الوداجية.
المسار خارج القحف والتعصيب النهائي
تنتقل الألياف الحركية الخيشومية لدى خروجها من الجمجمة عميقًا نحو الأسفل إلى الناتئ الإبري الصدغي، ثم تلتف حول الحد الخلفي للعضلة الإبرية البلعومية قبل تعصيبها.
التحكم الإرادي بالعضلة الإبرية البلعومية
تنشأ إشارات الحركة الإرادية للعضلة الإبرية البلعومية في القشرة الحركية وأمام الحركية (بالترافق مع المناطق القشرية الأخرى)، وتمر عبر السبيل القشري البصلي في ركبة المحفظة الداخلية لتتشابك بشكل ثنائي على النوى الملتبسة في النخاع المستطيل.

### نظرة عامة عن المكون الحركي الحشوي
المكون اللاودي للعصب البلعومي اللساني المسؤول عن تعصيب الغدة النكافية في نفس الجانب.
أصله ومساره المركزي
تنشأ الألياف العصبية السابقة للعقدة في النواة اللعابية السفلية للنخاع المنقاري، ثم تنتقل أماميًا وجانبيًا لتخرج من جذع الدماغ بين الزيتونة اللبية والسويقة المخيخية السفلية مع مكونات العصب البلعومي اللساني الأخرى. ملاحظة: لا تشكل هذه العصبونات نواة مميزة مرئية في المقطع العرضي لجذع الدماغ. يمثل الوضع الموضح في الرسم البياني موقع أجسام الخلايا الخاصة بهذه الألياف.
المسار داخل القحف
عند خروجها من الجانب الجانبي للنخاع المستطيل، تنضم الألياف الحركية الحشوية إلى مكونات العصب البلعومي اللساني الأخرى لتدخل الثقبة الوداجية. داخل الثقبة الوداجية، توجد عقدتان بلعوميتان لسانيتان محتويتان على أجسام الخلايا العصبية التي تتوسط الأحاسيس العامة والحشوية والخاصة. تعبر الألياف الحشوية الحركية عبر كل من العقدتين دون تشابك مغادرة من العقدة السفلية مع الألياف الحسية العامة للعصب البلعومي اللساني كالعصب الطبلي. يدخل العصب الطبلي، قبل خروجه من الثقبة الوداجية، الجزء الصخري للعظم الصدغي، ثم يصعد عبر النفيق الطبلي السفلي إلى الجوف الطبلي. داخل الجوف الطبلي، يشكل العصب الطبلي ضفيرة على سطح طنف الأذن الوسطى موفرًا الإحساس العام. تعبر الألياف الحركية الحشوية من خلال هذه الضفيرة وتندمج مكونة العصب الصخري الصغير. يدخل العصب الصخري الصغير مرة أخرى في العظم الصدغي وينتقل عبره مغادرًا من حفرة القحف المتوسطة جانبيًا بالنسبة للعصب الصخري الكبير. يستمر بعد ذلك أماميًا ليغادر الجمجمة عبر الثقبة البيضوية مع مكون العصب الفكي السفلي للعصب القحفي الخامس «سي إن V» (في 3).
المسار خارج القحف والتعصيب النهائي
لدى خروجه من الجمجمة، يتشابك العصب الصخري الصغير في العقدة الأذنية، التي تنشأ من العصب الفكي السفلي أسفل الثقبة البيضوية مباشرة. تنتقل الألياف التالية للعقدة من العقدة الأذنية عبر الفرع الأذني الصدغي للفرع الثالث من العصب ثلاثي التوائم «سي إن في 3»، وتدخل إلى مادة الغدة النكافية.
التأثير الوطائي
تبرز ألياف من الوطاء ونظام الشم عبر السبيل الطولاني الظهري مؤثرة على مخرجات النواة اللعابية السفلية. تشمل الأمثلة على هذه التأثيرات: 1) جفاف الفم استجابة للخوف (يتوسط الوطاء هذه العملية)؛ 2) السيلان اللعابي استجابة لشم الطعام (يتوسط نظام الشم ذلك).

### نظرة عامة على المكون الحسي الخاص
يوفر المكون الحسي الخاص لـ CN IX إحساسًا بالذوق من ثلث اللسان الخلفي.
بالطبع المحيطي
تنتقل الألياف الحسية الخاصة من الثلث الخلفي من اللسان عبر الفروع البلعومية لـ CN IX إلى العقدة البلعومية اللسانية السفلية حيث توجد أجسامها الخلوية.
الدورة المركزية - المكون الحسي الخاص
تخرج العمليات المركزية لهذه الخلايا العصبية من العقدة السفلية وتمر عبر الثقبة الوداجية لتدخل جذع الدماغ على مستوى النخاع المنقاري بين الزيتون وسويقة المخيخ السفلي. عند دخول النخاع ، تصعد هذه الألياف في tractus solitarius وتتشابك في الجزء الذوقي من nucleus solitarius. تذوق الألياف من CN VII و X أيضًا تصعد وتتشابك هنا. تصاعد الخلايا العصبية الثانوية التي تنشأ في نواة سوليتاريوس مشروع ثنائي الجانب إلى نوى الخلفية الخلفية البطنية (VPM) من المهاد عبر الجهاز tegmental المركزي. الخلايا العصبية الثالثة من مشروع المهاد عبر الطرف الخلفي للكبسولة الداخلية إلى الثلث السفلي من القشرة الحسية الأولية (القشرة الذوقية للفص الجداري).

### نوى جذع الدماغ المرتبطة
- نواة الانفرادي : طعم من الخلفي 1/3 اللسان والمعلومات من مستقبل الضغط تجويف الشريان السباتي و المستقبلات الكيميائية الجسم السباتي
- النواة الشوكية للعصب ثلاثي التوائم : الألياف الجسدية الحسية من السطح الداخلي للغشاء الطبلي والأذن الوسطى والجزء العلوي من البلعوم والحنك الرخو والثلث الخلفي من اللسان
- نواة ambiguus : الخلايا العصبية الحركية أقل ل الإبرية البلعومية العضلات
- أدنى النواة اللعابية : قبل العقدة غير المتجانسة الخلايا العصبية إلى العقدة الأذنية وبعد ذلك إلى الغدة النكفية

## المهام
- ويستقبل الألياف الحسية الجسدية العامة ( بطني trigeminothalamic المسالك ) من اللوزتين ، و البلعوم ، و الأذن الوسطى والخلفية 1/3 اللسان.
- يتلقى أليافًا حسية خاصة ( طعمًا ) من الجزء الخلفي من ثلث اللسان .
- يستقبل الألياف الحسية الحشوية من الأجسام السباتية ، الجيوب السباتية .[7]
- يوفر الألياف السمبتاوية للغدة النكفية عبر العقدة الأذنية.[8]
- ومن لوازم الألياف الحركية إلى العضلات الإبرية البلعومية ، المكون المحرك الوحيد لهذا العصب القحفي.[8]
- يساهم في الضفيرة البلعومية .

## الأهمية السريرية

### الضرر
يمكن أن يؤدي تلف العصب البلعومي اللساني إلى فقدان الإحساس بالتذوق في الثلث الخلفي من اللسان وضعف البلع .

### الفحص
تشمل الاختبارات السريرية المستخدمة لتحديد ما إذا كان العصب اللساني البلعومي قد تضرر اختبار منعكس الكمامة للفم ، ومطالبة المريض بالبلع أو السعال ، وتقييم عوائق الكلام. قد يقوم الطبيب أيضًا باختبار الثلث الخلفي من اللسان بمواد مرّة وحامضة لتقييم ضعف التذوق.
يمكن تقييم سلامة العصب اللساني البلعومي عن طريق اختبار الإحساس العام للمريض وتذوق الثلث الخلفي من اللسان. يمكن أيضًا استخدام منعكس الكمامة لتقييم العصب اللساني الحنجري.

## معرض صور

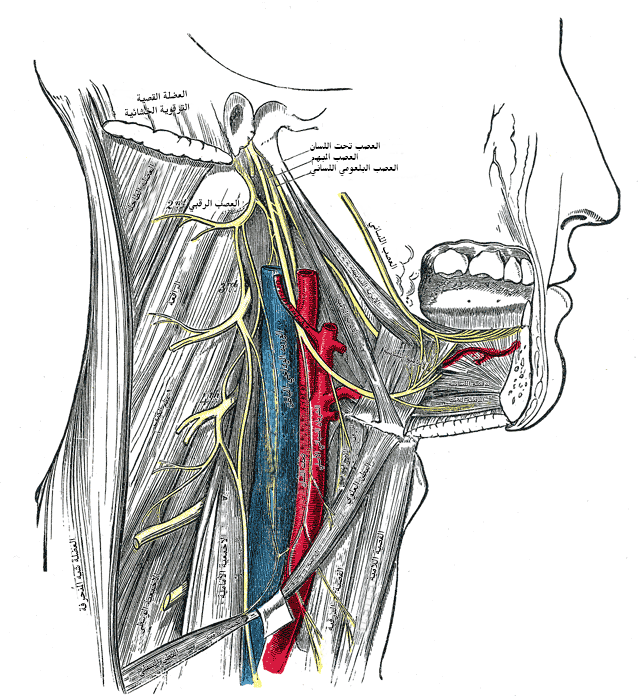
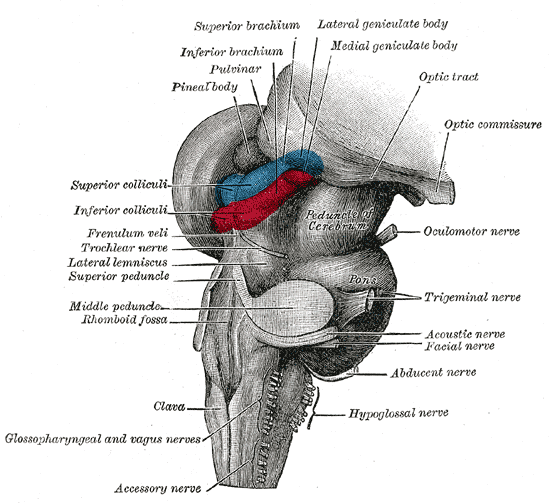
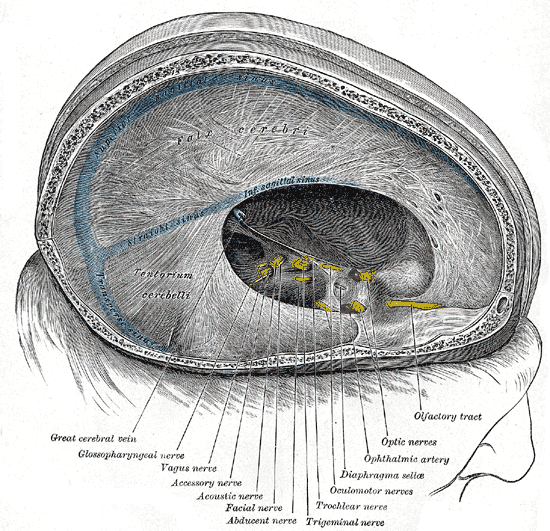
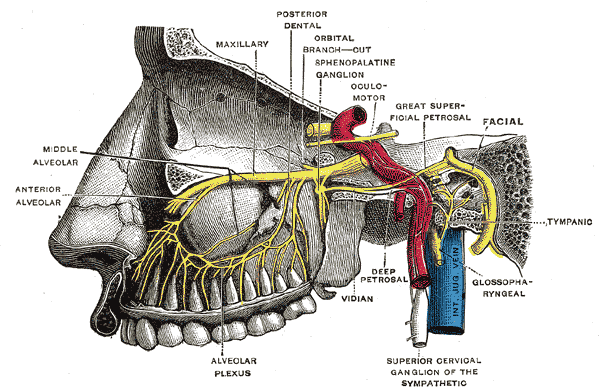
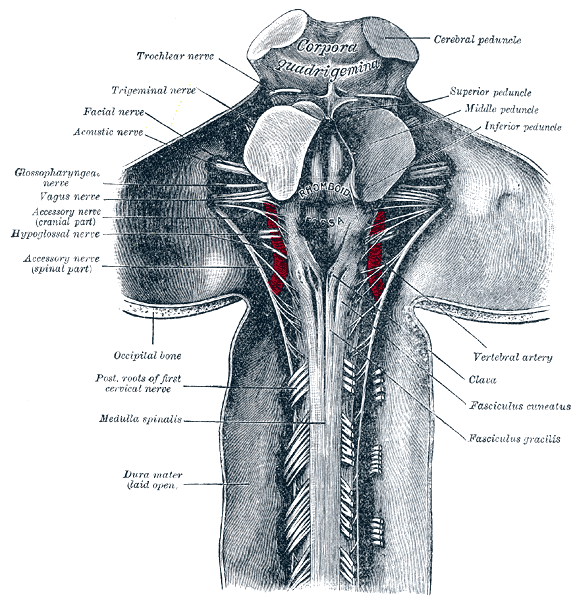